# Deflector de orina
Un deflector de orina es un dispositivo para desviar el chorro de orina durante la micción. Estos pueden ser parte de un orinal, letrina o inodoro diseñado para ese propósito, o pueden ser disuasivos, instalados en los lados o esquinas de los edificios para desalentar su uso casual como urinarios por parte de los transeúntes. Pueden construirse de diversas formas a partir de una variedad de materiales, pero típicamente están diseñados para tener una superficie en ángulo que atrapa y redirige la corriente. 

## Diseño intencional

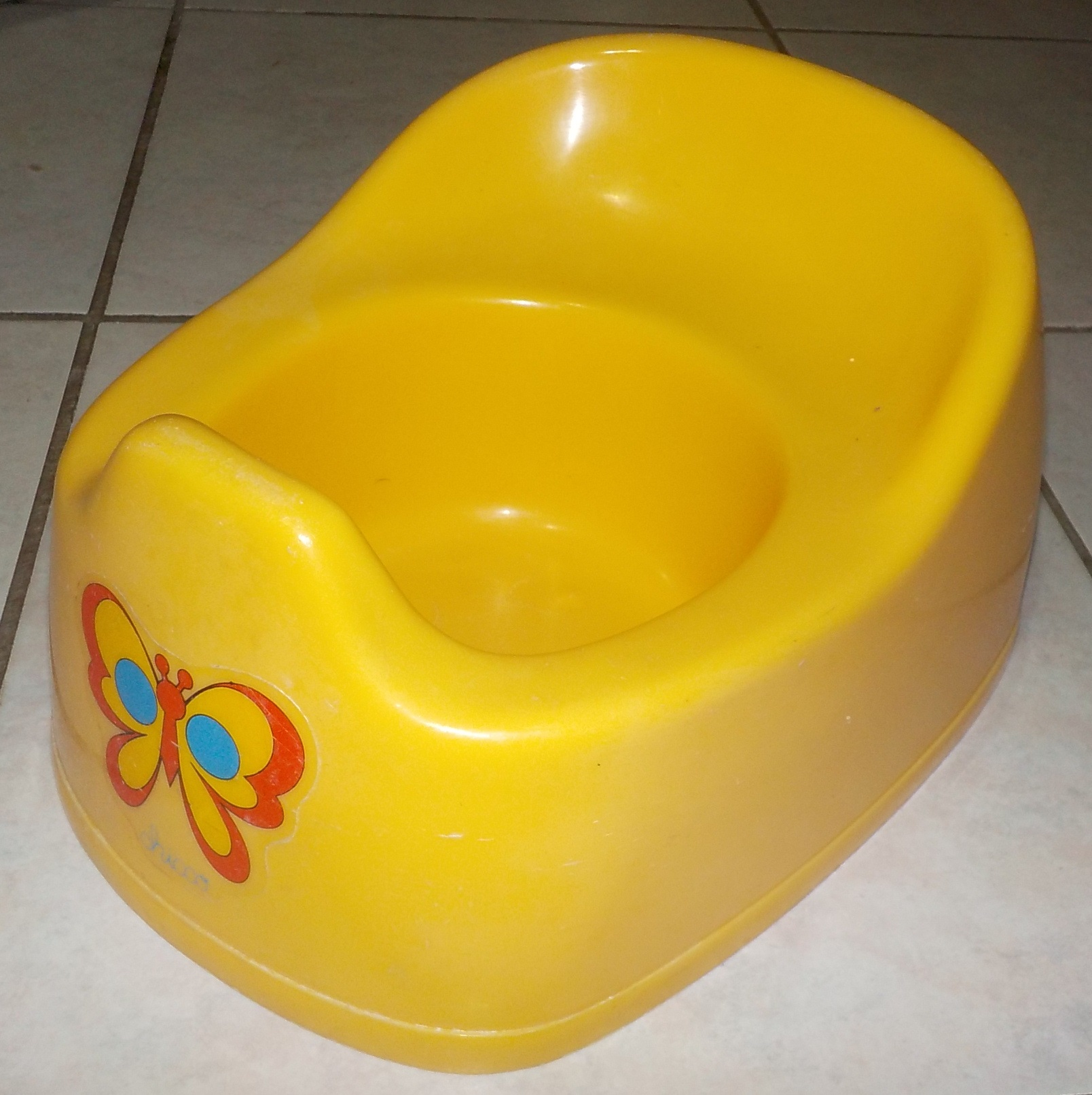
Orinal con deflector de orina a la izquierda.

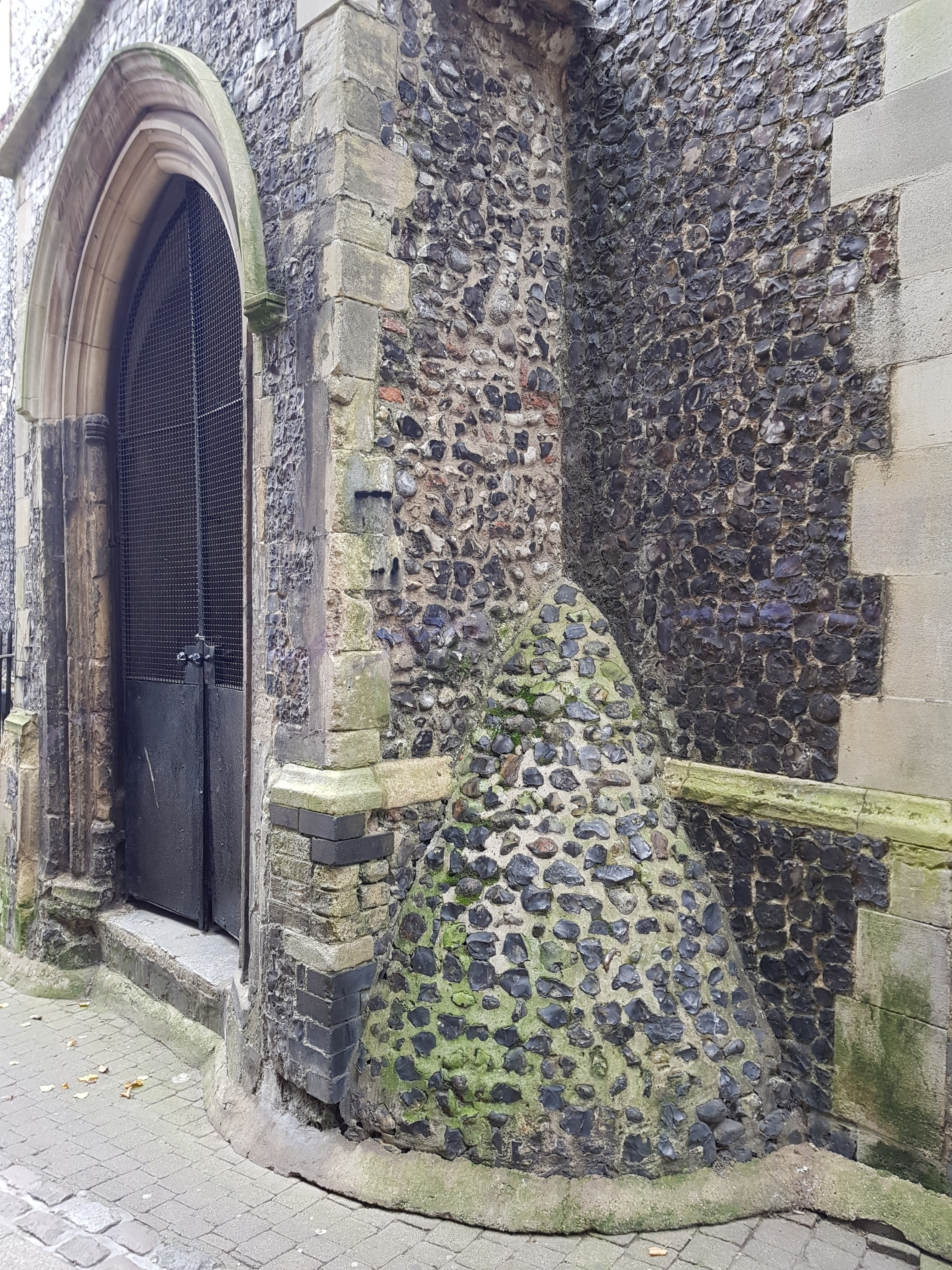
Esquina de St Gregory's Church, Norwich. Nótese la esquina sobresaliente y revestida de piedras que causaría que alguien que orinara allí sea salpicado por su propia orina.

El equipo que se usa para aprender a usar el baño, como un orinalito, generalmente incluye un deflector de orina para garantizar que la orina no salpique hacia adelante y fuera del receptáculo.
Las letrinas construidas por los marines estadounidenses contendrían deflectores de orina hechos de hojas de metal o papel alquitranado. Estos atraparían y dirigirían la orina a un canal que la llevaría a un pozo de desagüe francés. Esto minimizaría el olor desagradable que normalmente resulta de la descomposición y producción de amoníaco. Otros diseños de letrinas suelen incluir deflectores de orina similares para evitar la degradación de los componentes de madera y las paredes del pozo.

## Disuasorio
Tales dispositivos eran comunes en las calles de Londres en el siglo XIX. Un corresponsal de The Farmer's Magazine escribió en 1809:

... en Londres, un hombre a veces puede caminar una milla antes de encontrar una esquina adecuada; pues tan poco complacientes son los dueños de las puertas; pasajes y ángulos, que parecen haber agotado la invención en las ridículas barricadas y estantes, acanalados, y uno encima del otro, para conducir el arroyo en los zapatos del desventurado que se atreverá a profanar las trincheras.

Algunos todavía se pueden encontrar en lugares como el Banco de Inglaterra, Fleet Street y el Hotel Savoy. Otras ciudades donde todavía se pueden ver ejemplos antiguos incluyen Leópolis, Norwich y Venecia. En otras ciudades como Viena, se han utilizado barreras como rejas de hierro y picos para mantener a la gente alejada de rincones y recovecos atractivos.
Ciudades alemanas como Hamburgo y Colonia han sido pioneras en el uso de pintura hidrofóbica en las paredes para disuadir a lo ellos denominan wildpinklers. Este recubrimiento repelente al agua hace que el chorro de orina rebote en un ángulo similar y así moje al agresor. Desde entonces, otras ciudades como Mánchester y San Francisco han evaluado el método para determinados puntos conflictivos.